# Арх Москва
АРХ Москва́— ежегодная международная выставка архитектуры и дизайна. Проводится с 1995 года в Москве. До 2018 года выставка проходила в Центральном доме художника (ЦДХ) на Крымском Валу после чего переехала в Гостиный Двор (ул. Ильинка, д.4) Организатор — компания «Экспо-Парк». Авторы проекта и многолетние кураторы выставки —  Василий Бычков, историк архитектуры Барт Голдхоорн и архитектор Илья Мукосей.

## Описание
«АРХ Москва» сочетает в себе фестиваль современной архитектуры и коммерческую выставку и привлекает архитекторов, дизайнеров, девелоперов, строителей, торговых представителей, частных заказчиков и журналистов со всего мира. В рамках мероприятия проходят семинары и мастер-классы, лекции, профессиональные дискуссии, посвящённые современным тенденциям российской и мировой архитектуры, градостроительства и благоустройства городской среды.

## История

### Становление
Идея учреждения архитектурной выставки в Москве принадлежала Василию Бычкову, директору Центрального дома художника и выставочной компании «Экспо-Парк». В 1995 году он стал автором пяти проектов: ярмарки современного искусства «Арт-Москва», ярмарки архитектуры и дизайна «АРХ Москва» и трёх профессиональных выставок — «Дизайн и реклама», «Книжный мир» и «Образовательные технологии». Изначально мероприятия планировали проводить в стенах Московского государственного университета, но окончательной площадкой для них тогда был выбран ЦДХ.
Первые годы финансирование проекта осуществлялось за счёт коммерческих мероприятий, проводимых компанией «Экспо-Парк». В 2001-м выставка получила государственную поддержку от Министерства культуры России и Союза московских архитекторов.

### Выставки

#### 1990-е годы
I Московский салон «Архитектура и дизайн» состоялся 12-16 июня 1996 года, собрав 37 участников и 10 тысяч посетителей. Год спустя, 26-30 мая 1997 года, аналогичное мероприятие прошло уже в рамках фестиваля архитектуры «АРХ Москва 850», приуроченного к 850-летию Москвы. III салон из серии «Архитектура и дизайн», проходивший 26-31 мая 1998 года, носил название «Interior Design» и был посвящён архитектурному проектированию и дизайну интерьера.
Начиная с 1999 года, выставка «Архитектура и дизайн» стала ежегодно проходить в рамках Недели современной архитектуры «АРХ Москва», в том году она собрала 62 участника и 20 тысяч посетителей. На мероприятии 2000 года для участников предполагались награды по номинациям: лучшая экспозиция, лучший интерьер, лучший элемент интерьера, лучшая некоммерческая экспозиция, лучшее здание, уникальный художественный материал, лучший некоммерческий проект. Специальные призы выдавались за уникальный художественный материал и оригинальный художественный жест.

#### 2000-е годы
В 2001 году VI выставка архитектуры и дизайна «АРХ Москва» (15—19 мая) впервые прошла при содействии Министерства культуры России и Союза московских архитекторов. На ней, помимо многочисленных российских проектов, были представлены выставка «Живой город Лондон», экспозиции из лаборатории Колумбийского университета и Калифорнийского университета в Лос-Анджелесе (США). В следующем году на VII выставке (14-—8 мая) центром специальной экспозиции стали работы английского архитектора Питера Кука, также в рамках мероприятия состоялся мастер-класс французского дизайнера Филиппа Старка.
VIII выставка архитектуры и дизайна «АРХ Москва», проходившая с 13 по 17 мая 2003 года, впервые стала тематической: «Настоящее настоящее». Кураторами выставки архитекторы Борис Бернаскони и Кирилл Асс. Два проекта были посвящены реконструкции исторических зданий — превращению в музей Арсенала на территории Нижегородского кремля и сохранению гостиницы «Москва».
В 2014-м IX выставка «АРХ Москва» (12—16 мая) была посвящена архитектурным утратам. Представленная на ней инсталляция в виде надгробных камней символизировала утрату трёх памятников архитектуры Москвы: гостиницы «Москва», универмага «Военторг» и Манежа. В 2004 году была утверждена премия «Архитектор года». Тема следующей X выставки архитектуры и дизайна (8—12 июня) была сформулирована как «X-files». Кураторами мероприятия стали доцент Московского архитектурного института Влад Савинкин и руководитель студии «Поле-Дизайн» Владимир Кузьмин. Публике были представлены проекты реконструкции Детского мира, аэропорта «Домодедово», план расширения ЦДХ. Специальными гостями выставки стали архитекторы Заха Хадид, Рон Арад, Ли Принс (Великобритания), Ганс-Йорг Тангерманн (Германия).
XI выставка архитектуры и дизайна «АРХ Москва» прошла с 31 мая по 4 июня 2006 года. Заявленная тема мероприятия «Звездная архитектура. Архитектура звезд» поднимала проблему реализации в России проектов архитекторов с мировым именем. Специальными гостями выставки стали француз Доминик Перро, британец Норман Фостер (Великобритания), американец Том Мейн (США), голландцы Рогир ван дер Хейде и Эрик ван Эгераат. XII выставка 2007 года (30 мая — 3 июня) была посвящена городскому пространству. Специальные гости этого мероприятия: архитекторы Рем Коолхаас (Нидерланды), Мишель Девинь (Франция), Гаэтано Пеше (Италия), ландшафтные дизайнеры Чино Дзукки (Италия) и Александр Овер (Германия). Также в рамках мероприятия состоялся показ кинофильмов на архитектурную тематику из коллекции Дома кино, серия экскурсий по Остоженке, промзонам на Стрелке и в Лефортове.
XIII выставка «АРХ Москва», проходившая с 27 мая по 1 июня 2008 года под тематикой «Как жить», была посвящена развитию жилищного строительства и социального жилья. Российский павильон выставки находился в ЦДХ, международный — в здании Музея архитектуры имени Щусева, московский — в Третьяковской галерее. На следующий год XIV «АРХ Москва» (27—31 мая) собрала работы молодых российских и зарубежных архитекторов. Тема мероприятия, сформулированная как «NEXT!», впоследствии не единожды повторялась. На выставке впервые была учреждена экспозиция «Новые имена» и премия «Авангард» для молодых архитекторов в возрасте до 33 лет. В 2010 году темой XV выставки (26—30 мая) стала «Перестройка. Модернизация города». Посетителям были представлены проекты модернизации российских и европейских городов, в том числе Москвы, Парижа и Перми, перестройки городских кварталов советской эпохи, основанные на близком опыте европейских стран.

#### 2010-е годы
В 2011, 2013 и 2017 году выставка архитектуры и дизайна была посвящена работам молодых специалистов и носила название «АРХ Москва NEXT!». На XVI выставке 2011 года (25—29 мая) публике был впервые представлен градостроительный проект фонда «Сколково», также с тематической лекцией выступил искусствовед Григорий Ревзин. Другим важным событием выставки стало вручение международной премии имени Якова Чернихова «Вызов времени». Её лауреатом стал архитектурный дуэт «Фантастическая Норвегия». В 2013 году XVIII выставку (22—26 мая) посетил главный архитектор Москвы Сергей Кузнецов. Среди экспонатов были представлены макеты Новой Москвы, где фигурировали и уже воплощённые объекты — офисный комплекс «Аэрофлота», школа управления «Сколково», и грядущие проекты модернизации городских территорий, например, завод имени Лихачёва. XXII выставка, проходившая 24—28 мая 2017 года под кураторством Елены Гонсалес и Рубена Аракеляна, собрала 12 инсталляций молодых российских архитектурных бюро в рамках проекта «Архитектура NEXT. Новые голоса». Эта выставка проходила при поддержке Гражданского форума Общественной палаты Москвы прошёл круглый стол «Принципы реновации: создание комфортной жилой среды». Также на выставке была представлена книга «Массовое домостроение в России: история, критика, перспективы»: в презентации приняли участие архитекторы Сергей Кузнецов и Анатолий Белов
В 2012, 2014 и 2016 годах выставка «Арт Москва» проходила в рамках Московской биеннале архитектуры. В 2012 году темой XVII выставкы архитектуры и дизайна (23—27 мая) была «Идентичности», а дополнительными площадками стали Музей архитектуры имени Щусева, парк искусств «Музеон» и центр дизайна Artplay. В ходе работы биеннале эксперты Союза архитекторов России обсудили точные координаты могилы Казимира Малевича в Немчиновке, утерянной в годы Великой Отечественной войны. Специальными гостями круглого стола, посвящённого роли российских архитекторов в мировом дискурсе, стали британский дизайнер Джеймс МакАдам и куратор Международного архитектурного фестиваля в Барселоне Джереми Мелвин. XIX выставка 2014 года (21—25 мая) прошла под тематикой «Кварталы» и отразила планы развития жилых и деловых кварталов Москвы. Наиболее масштабными экспонатами стали павильон атомной энергии на ВДНХ, проект реконструкции площадки перед Политехническим музеем, проект «Новое Лефортово», новый жилой квартал в районе станции метро «Динамо», микрорайон «Эдальго» в Коммунарке. Отдельный стенд, включивший в себя макет нового здания Олимпийского комитета России, был посвящён реконструкции Лужников. Темой XXI выставки «АРХ Москва» 2016 года (18—22 мая) стала «Архитектура и жизнь». Среди экспонатов были представлены «хрустальный дворец» филармонии в строящемся парке «Зарядье», проект реконструкции Музея изобразительных искусств имени Пушкина, квартала «ЗИЛАРТ» будущего Эрмитажного центра, а также новые корпуса Третьяковской галереи. XXIII выставка архитектуры и дизайна «АРХ Москва» 2018 года запланирована 16—20 мая и должна пройти в рамках VI Московской биеннале архитектуры.
В 2015 году XX выставка «АРХ Москва» (27—31 мая) имела тематику «Архитектурная политика» и была посвящена актуальным направлениям московского градостроения: развитию территорий, реновации промышленных зон, новое домостроение, архитектурным решениям для детей. В июле того же года, уже после завершения основных мероприятий в Москве, открылась новая специальная площадка выставки — «Арх Пароход». Более 100 архитекторов и сотрудников ЦДХ во главе с Василием Бычковым отправились на теплоходе по Волге по маршруту Москва — Нижний Новгород — Москва с посещением Углича, Твери, Костромы и Рыбинска. В каждом из городов на борту теплохода состоялись пресс-конференции, встречи с представителями городских властей и круглые столы на три темы: «Экология», «Архитектура. Урбанистика», «Культура. Туризм». Второе плавание по Волге состоялось в июле 2016 года, на пароходе вручили премии «Архитектор года-2016» руководителю архитектурного бюро «Студия 44», профессору Института живописи, скульптуры и архитектуры имени Репина Никите Явейну. Участники также посетили Тверь, Ярославль, Городец, Нижний Новгород, Плёс, Рыбинск и Углич. Третий «Арх Пароход» проходил с 1 по 7 июня 2017 года на трёхпалубном теплоходе «Карл Маркс», где было более 100 участников. На борту судна выставлялись две экспозиции: «Арх Каталог» с работами ведущих современных архитекторов мира и «Приметы городов» — коллекция архитектурных находок российских регионов. Пароход заходил в Углич, Кирилло-Белозерский монастырь, остров Кижи, «деревню мастеров» Мандроги и завершили путешествие в Санкт-Петербурге, где провели конференцию в Генеральном штабе Эрмитажа.
С 2019 года  "АРХ Москва" переехала на Ильинку в Гостиный Двор. Несмотря на пандемию, выставка продолжила проходить на новой площадке, в самом центре Москвы, в 100 метрах от Кремля. В 2021 году тема выставки была "Идеи". В 2022 году главной темой АРХ Москвы стала "Устойчивость".

## Спецпроекты выставки
В рамках выставки «АРХ Москва» проходит ряд специальных проектов, отражающих современные тренды в области архитектуры и градостроения, посвящённых проблемам доступного жилья, развития инфраструктуры и охраны памятников, представляющих современные стилевые, технические и дизайнерские находки.
- Экспозиция «АРХ Каталог» — презентация работ ведущих российских архитекторов, отобранных экспертным советом выставки. Проходит в двух форматах: инсталляции на первом этаже ЦДХ (с 2001 года) и выставки на борту «АРХ Парохода» (с 2015 года)[41].
- Конкурс-премия «Буква А» для СМИ, журналистов и блогеров, пишущих на архитектурную тематику. Проходит с 2017 года, учреждён Институтом современной урбанистики для привлечения внимания к проблемам городской среды. Победители конкурса выявляются в нескольких номинациях: «Умный город», «Умный квартал», «Умные и экоздания», «Умные интерьеры», «Памятники архитектуры»[42].
- Конкурс архитектурного рисунка «АрхиГрафика» — проводится с 2014 года под покровительством Фонда Сергея Чобана, главного архитектора Москвы Сергея Кузнецова и Союза московских архитекторов. К участию в конкурсе допускаются дизайнеры, художники, архитекторы и студенты профильных учебных заведений в возрасте от 14 лет. Победители выявляются в четырёх номинациях: рисунок с натуры, архитектурная фантазия, рисунок к проекту, специальная номинация «Москва — Чувство города»[43].
- Международный конкурс архитектурных проектов с использованием стальных конструкций Steel2Real — проводится с 2016 года среди студентов и выпускников архитектурных специальностей. Цель конкурса — обратить внимание начинающих архитекторов на возможности использования стальных сооружений в гражданском строительстве. Победители выявляются в двух номинациях: архитектурной и инженерно-конструкторской[44].
- Междисциплинарная студенческая мастерская International Building Challenge — проводится с 2016 года. Организаторы — Национальное объединение исследователей фахверковой архитектуры и Университет прикладных наук «Саксион». В воркшопе участвуют студенты архитектурных, строительных, инженерных, дизайнерских и рекламных специальностей, перед которыми ставится задача по разработке концепции конкретного архитектурного объекта. Например, в 2016 году это была усадьба Мысово в Долгопрудном, в 2017-м — корпуса Трёхгорной мануфактуры, а в 2018-м — Живописный мост[45].
- Экспозиция работ учащихся детских архитектурных школ[46].
- Конкурс одного дня для молодых дизайнеров One Day Design Challenge — проходит с 2017 года. Организатор — компания Roca, конкурс посвящён дизайн-проектам ванных комнат с использованием 2D- и 3D-графики, фотографии, коллажа[47].
- Национальная премия в области экологической архитектуры и строительства «Эко_тектоника» — основана в 2015 году, награждение победителей проходит по пяти номинациям: «Жилье», «Коммерческие и общественные здания», «Открытые общественные пространства и места общего пользования», «Интерьер», «Студенческий проект»[48].
- Премия Archiwood в сфере деревянной архитектуры — существует с 2010 года, вручается архитекторам, дизайнерам и проектным бюро за лучшие деревянные сооружения по нескольким номинациям: «Загородный дом», «Общественное сооружение», «Малый объект», «Дизайн городской среды», «Интерьер», «Дерево в отделке», «Реставрация», «Арт-объект», «Предметный дизайн»[49].

В рамках XXIII выставки «АРХ Москва» в 2018 году анонсированы новые спецпроекты:
- Проект «12» — кураторский фотопроект с портретами 12 женщин (архитекторов, дизайнеров, декораторов). Анонсирован и впервые пройдёт в 2018 году. Среди участниц — Ирина Глик, Татьяна Рогова, Ирина Дымова, Татьяна Смирнова, Амалия Тальфельд, Надежда Ананьева, Анастасия Панибратова[50].
- Выставка интерьера Follow Design, куратор — американский дизайнер Дэвид Феникс[50].
- Воркшоп «Несносная реновация» — выставка 218 московских домов, подпадающих под программу реновации, организаторы — архитектурное бюро «Рождественка» и архитектурная школа «МАРШ»[50].
- Экспозиция испанских керамических материалов Tile of Spain, кураторы проекта — торговый и экономический отдел Посольства Испании в России[50].
- Экспозиция «До встречи в Венеции!..» — исследование биеннале в Венеции, проходившего с 1980 по 2016 годы[51].
- «Нетиповое типовое» — проект реновации жилых кварталов Головинского района Москвы[52].
- Образовательная площадка BIM ZONE, посвящённая применению технологий информационного моделирования промышленных и гражданских объектов (BIM-технологий) в строительстве[50].
- Проект «Возвращение утраченного достоинства среде современных городских кварталов» — проект пешеходного маршрута от метро «Выхино» до Галереи-мастерской «Выхино» и далее к Музею русской усадебной культуры «Влахернское-Кузьминки»[53].
- Экспозиция «Скульптура дома» — устройство индивидуального жилого дома[54].
- Выставка «Города N», отражающая развитие и реконструкции северных городов России, Финляндии и Норвегии. Организатор — журнал «Проект Балтия»[55].

### Официальные сайты
- Официальный сайт
- Официальный паблик ВКонтакте

### Фоторепортажи
- АРХ Москва 2002
- АРХ Москва 2003
- АРХ Москва 2004
- АРХ Москва 2005
- АРХ Москва 2006
- АРХ Москва 2007
- АРХ Москва 2008
- АРХ Москва 2009
- АРХ Москва 2010
- АРХ Москва 2011
- АРХ Москва 2012
- АРХ Москва 2013
- АРХ Москва 2008 от архитектурного журнала
- АРХ Москва 2009 от архитектурного журнала